# Claudia Brücken
Pour les articles homonymes, voir Brücken.
Ne doit pas être confondu avec Claudia Brücken (bande dessinée).
Claudia Brücken est une chanteuse allemande née le 7 décembre 1963 à Berching.

## Biographie
Claudia Brücken faisait partie du groupe Propaganda dont elle était le leader. Cette formation a eu plusieurs succès au milieu des années 1980 dont P:Machinery et Duel. Depuis 1996 elle travaille avec le claviériste d'OMD Paul Humphreys avec lequel elle a formé le groupe Onetwo. Elle a aussi collaboré avec le musicien de musique électronique Jerome Froese.

## Discographie
- 1988 - Laughter, Tears and Rage (sous le nom Act avec Thomas Leer)
- 1991 - Love: And A Million Other Things
- 2011 - Combined (Compilation)
- 2012 - The Lost Are Found (Album de reprises)
- 2014 - Where Else...
- 2025 - Night Mirror

## Vidéographie
- 2012 - This Happened: Claudia plus guests Live at the Scala, Kings Cross